# Erich von Loeffelholz
Erich von Loeffelholz (* 2. Januar 1914 in München; † 10. Oktober 1984 in Nürnberg) war ein deutscher Politiker der FDP.

## Leben
Loeffelholz besuchte die Volksschule und das humanistische Gymnasium in Nürnberg sowie das Schullandheim in Salem, wo er sein Abitur erhielt. 1934 trat er in den aktiven Wehrdienst beim Artillerie-Regiment in Nürnberg ein, dem er bis zu seinem Ausscheiden 1945 angehörte, zuletzt als Major im Generalstab. Nach dem Krieg arbeitete er als Vermögensverwalter und Wohnungsbaukaufmann, bis 1956 war er Exportkaufmann und Werbeberater eines Verlagsunternehmens, darüber hinaus beteiligte er sich von 1952 an am Wiederaufbau seines kriegszerstörten Familienbesitzes sowie der Stiftungen alteingesessener Nürnberger Familien, die er verwaltete. Darüber hinaus saß er im Vorstand des Nürnberger Grund- und Hausbesitzervereins, war Ehrenvorsitzender des Bundes der Kinderreichen in Nürnberg und er gehörte dem Ausschuss der Landeselternvereinigung der Höheren Schulen in Bayern an.
Loeffelholz trat 1947 in die FDP ein, deren stellvertretender Kreisvorsitzender im Kreisverband Nürnberg-Stadt er einige Jahre lang war. Von 1956 an hatte er ein Mandat im Nürnberger Stadtrat, dort war er stellvertretender Vorsitzender seiner Fraktion. Bei der Landtagswahl 1962 wurde er im Wahlkreis Mittelfranken in den Bayerischen Landtag gewählt, dem er eine Wahlperiode lang bis 1966 angehörte. In dieser Zeit saß er dort im Ausschuss für Eingaben und Beschwerden.